# إيفان راميريز
إيفان راميريز (بالإسبانية: Iván Ramírez) (25 يناير 1994 في باراغواي - ) هو مدرب كرة قدم ولاعب كرة قدم باراغواياني في مركز الوسط. شارك مع منتخب باراغواي تحت 17 سنة لكرة القدم ومنتخب الباراغواي تحت 20 سنة لكرة القدم. أما مع النوادي، فقد لعب مع نادي ليبرتاد.

## وصلات خارجية
- إيفان راميريز على موقع قاعدة بيانات كرة القدم.إي يو (الإنجليزية)
- إيفان راميريز على موقع Soccerway.com (الإنجليزية)
- إيفان راميريز على موقع AS.com (الإسبانية)